# Рыжков, Яков Исакович
Яков Исакович Рыжков (13 мая 1913, д. Катарач, Талицкая волость, Камышловский уезд, Пермская губерния — 2 июня 1997) — заслуженный тренер РСФСР, ветеран спорта РСФСР. Судья республиканской категории по лыжным гонкам. Почетный гражданин города Сысерть.

## Биография
Родился 13 мая 1913 года в деревне Катарач Талицкой волости Камышловского уезда Пермской губернии.
В 1937 году стал работать тренером в Свердловском областном совете ДСО «Спартак» и стал членом президиума этого общества. Также был членом президиума областной федерации по лыжному спорту.
В 1941—1945 годах — участник Великой Отечественной войны. Награждён орденом Отечественной войны II степени (06.04.1985).
Во второй половине 1950-х годов переехал в город Сысерть и стал работать преподавателем физкультуры и тренером лыжной секции в Сысертской детско-юношеской спортивной школе олимпийского резерва «Спартак». Под руководством Якова Рыжкова была построена лыжная база, веранды для летних оздоровительных лагерей и палаточный городок. В школе учились спортсмены, которые позже вошли в состав сборной команды области: бронзовый призер первенства мира 1987 года А. Кириллов, чемпионка СССР Нина Луговых, чемпион Европы Владимир Алексеевич Сабуров, чемпион России Л. Капитонов, чемпион России И. Алыпов. Яков Рыжков был тренером Владимира Сабурова, также подготовил спортсменов, которые стали мастерами спорта: члена молодежной сборной СССР Т. В. Емельянова, М. Бушманова, Алексея Медведева, Александра Бабикова, А. Кадочникова, И. С. Салкина, В. С. Суханова, Т. Бушманова.
Около 40 учеников школы стали мастерами спорта.
Скончался 2 июня 1997 года, похоронен на городском кладбище Сысерти.
В 1977 году имя Якова Рыжкова было внесено в Книгу почета Свердловского областного совета ДСО «Спартак». 25 июня 1999 года ДЮСШ города Сысерть присвоено имя Рыжкова Якова Исааковича.
С 1996 года в Сысерти проводятся открытые районные соревнования по лыжным гонкам, посвящённые памяти Я. И. Рыжкова и В. И. Рыжковой.

## Семья
Жена — Вера Ивановна Рыжкова. Дочь.

## Награды и звания
- Орден Отечественной войны II степени[1]
- Медаль «Активист физической культуры» (1967, 1974)[1]
- Заслуженный тренер РСФСР (1970)[1]
- Отличник физической культуры и спорта[1]
- Медаль ЦС ДСО «Спартак»[1]
- Медаль «За доблестный труд. В ознаменование 100-летия со дня рождения В. И. Ленина»[1]
- Ветеран труда (1970)[1]
- Почетный гражданин города Сысерть (1993 год)[1]